# اترآباد علیا
اترآباد علیا، روستایی از توابع بخش مرکزی شهرستان بجنورد در استان خراسان شمالی ایران است.

## جمعیت
این روستا در دهستان بدرانلو قرار دارد و براساس سرشماری مرکز آمار ایران در سال ۱۳۸۵، جمعیت آن ۱۰۸ نفر (۳۲خانوار) بوده است.

## زبان
این روستا کرد نشین است و به زبان کردی صحبت می شود.